# Bob Brooke
Robert William „Bob“ Brooke (* 18. Dezember 1960 in Melrose, Massachusetts) ist ein ehemaliger US-amerikanischer Eishockeyspieler, der im Verlauf seiner aktiven Karriere zwischen 1979 und 1990 unter anderem 481 Spiele für die New York Rangers, Minnesota North Stars und New Jersey Devils in der National Hockey League auf der Position des Centers bestritten hat. Mit der Nationalmannschaft der Vereinigten Staaten nahm Brooke an den Olympischen Winterspielen 1984 im jugoslawischen Sarajevo sowie zwei Canada Cups und zwei Weltmeisterschaften teil.

## Karriere
Brooke war einer der ersten von zahlreichen US-amerikanischen Spielern, die über die Acton Boxborough Regional High School aus Acton im Bundesstaat Massachusetts den Sprung in den Eishockeybereich schafften. Von der High School zog es den Mittelstürmer zunächst an die Yale University, wo er neben seinem Studium in Wirtschaftswissenschaften auch für das Eishockeyteam der Universität in der ECAC Hockey, einer Division im Spielbetrieb der National Collegiate Athletic Association auflief. Darüber hinaus war er auch als Shortstop für das Baseballteam im Einsatz, in dem er mit dem späteren Profi Ron Darling zusammenspielte. Brooke verbrachte insgesamt vier Jahre zwischen 1979 und 1983 an der Universität und konnte trotz der Dreifachbelastung in seinen letzten drei Spielzeiten stets 40 Scorerpunkte erreichen. In seinem letzten Jahr wurde der Angreifer sowohl ins First All-Star Team der ECAC als auch das First All-American Team der NCAA East berufen. Des Weiteren war er einer der zehn Finalisten für die Vergabe des Hobey Baker Memorial Awards, die Auszeichnung für den besten Collegespieler des Landes.
Statt nach der Beendigung seines Studiums in die National Hockey League zu wechseln, wo er bereits im NHL Entry Draft 1980 in der vierten Runde an 75. Stelle von den St. Louis Blues ausgewählt worden war, wurde Brooke im Sommer 1983 zunächst vom US-amerikanischen Eishockeyverband USA Hockey rekrutiert und verbrachte die Spielzeit 1983/84 bis Ende Februar 1984 im Landesverband. Mit der Nationalmannschaft bereitete er sich dabei auf die Olympischen Winterspiele 1984 im jugoslawischen Sarajevo vor, an denen er schließlich auch teilnahm. In der Folge der Olympischen Winterspiele wurden seine Transferrechte Anfang März 1984 mit Larry Patey zu den New York Rangers transferiert. Im Gegenzug erhielt St. Louis Dave Barr, ein Drittrunden-Wahlrecht im NHL Entry Draft 1984 und eine nicht genannte Geldsumme.
Die Rangers nahmen Brooke daraufhin unmittelbar unter Vertrag, sodass er zum Ende der Saison 1983/84 in der NHL debütierte. Für die folgenden zweieinhalb Spieljahre bis zum November 1986 gehörte der Stürmer zum Stammpersonal der Rangers, ehe er erneut Teil eines Transfergeschäfts wurde. Mit einem Viertrunden-Wahlrecht im NHL Entry Draft 1988 wechselte er im Tausch für Curt Giles, Tony McKegney und einem Zweitrunden-Wahlrecht desselben Drafts zu den Minnesota North Stars. Dort fand der US-Amerikaner für die folgenden dreieinhalb Spielzeiten eine neue sportliche Heimat. Im Januar 1990 erfolgte ein abermaliger Vereinswechsel, als er für Aaron Broten an die New Jersey Devils abgegeben wurde.
Für die Devils bestritt der Offensivspieler aber lediglich 40 Spiele. Bereits Anfang September 1990 transferierten sie ihn im Tausch für Laurie Boschman zu den Winnipeg Jets. Tagsdarauf erklärte Brooke jedoch im Alter von 29 Jahren seinen Rückzug vom aktiven Sport, wodurch Winnipeg im NHL Entry Draft 1991 mit einem Fünftrunden-Wahlrecht kompensiert wurde. Brooke, der bereits in den Sommerpausen an der Wall Street und im Bankgeschäft in der Metropolregion Greater Boston gearbeitet hatte, erwarb nach seinem Karriereende den Master of Business Administration an der Harvard University und ließ sich anschließend im Großraum Bostons nieder, um im Bankgeschäft seinen Lebensunterhalt zu verdienen.

### International
Für sein Heimatland kam Brooke sowohl im Junioren- als auch Seniorenbereich zu Einsätzen. Für die US-amerikanische U20-Nationalmannschaft bestritt er als Mannschaftskapitän die Junioren-Weltmeisterschaft 1980 in der finnischen Hauptstadt Helsinki. Dort kam er fünf Turnierspielen zum Einsatz, in denen er ebenso viele Punkte sammelte und die US-Amerikaner den siebten Rang belegten.
Bei den Senioren stand der Stürmer mit Beginn der Saison 1983/84 beim US-amerikanischen Eishockeyverband unter Vertrag, um sich auf die Olympischen Winterspiele 1984 im jugoslawischen Sarajevo vorzubereiten. Letztlich nahm Brooke mit der Nationalmannschaft der Vereinigten Staaten am olympischen Eishockeyturnier teil. Ebenso gehörte er zum Kader beim Canada Cup 1984. Weitere Einsätze absolvierte Brooke in den folgenden Jahren bei den Weltmeisterschaften 1985 in der tschechoslowakischen Hauptstadt Prag und 1987 in der österreichischen Hauptstadt Wien. Sein letztes internationales Turnier bestritt er mit dem Canada Cup 1987. In 36 Einsätzen verbuchte er acht Scorerpunkte, eine Medaille konnte er bei keinem der Turniere gewinnen.

## Erfolge und Auszeichnungen
- 1983 ECAC First All-Star Team
- 1983 NCAA East First All-American Team

## Karrierestatistik

### International
Vertrat die USA bei:
| - Junioren-Weltmeisterschaft 1980 - Olympischen Winterspielen 1984 - Canada Cup 1984 | - Weltmeisterschaft 1985 - Weltmeisterschaft 1987 - Canada Cup 1987 |

(Legende zur Spielerstatistik: Sp oder GP = absolvierte Spiele; T oder G = erzielte Tore; V oder A = erzielte Assists; Pkt oder Pts = erzielte Scorerpunkte; SM oder PIM = erhaltene Strafminuten; +/− = Plus/Minus-Bilanz; PP = erzielte Überzahltore; SH = erzielte Unterzahltore; GW = erzielte Siegtore; 1 Play-downs/Relegation; Kursiv: Statistik nicht vollständig)